# 菱山南帆子
菱山 南帆子（ひしやま なほこ、1989年4月5日 - ）は、日本の市民運動家、著作家、保育士である。憲法、平和、女性問題に関する市民活動を行っている。
「許すな！憲法改悪・市民連絡会」事務局長。「憲法9条を壊すな！実行委員会」「戦争させない・9条壊すな！総がかり行動実行委員会」「安倍9条改憲NO！全国市民アクション実行委員会」メンバー。

## 経歴
東京都八王子市生まれ。母は手話通訳などをして地域で活動、父は自営業をしていた。両親は環境問題に関心を持っていた。小学校5年生のときに学級崩壊を経験、担任教師の差別発言に抗議して「自分たちのクラス」を作り、一部の同級生が参加した。このとき担任との仲を取り持った音楽教師から影響を受け、在校生として参加した卒業式では君が代の起立斉唱を拒否した。
自由な校風で知られる和光中学校入学。中学校1年生のときイラク戦争反対のデモ・集会に参加し、学校の内外で反戦ビラをまき、以降、市民運動に参加するようになった。アメリカ大使館前で座り込みをしていたときに「許すな！憲法改悪・市民連絡会」の高田健と出会い、共に活動するようになった。このとき高田からスピーチを求められたが、できないのでシュプレヒコールを行い、以降コールを担当し続けている。
高校時代には反戦の高校生ネットワークを結成した。一時期運動から離れるが、大学3年生のとき福島第一原子力発電所事故が起こり、再度運動に参加し始めた。大学生時代から障害者支援施設で非常勤職員として働いている。2017年春にこれまでの歩みをつづった著書を出版した。また、メールマガジン「猫とトラメガ」を配信している。
ふぇみん婦人民主クラブが発行している「ふぇみん婦人民主新聞（ふぇみん）」の2023年6月15日号の2面で一般社団法人Colaboの理事長であることが大々的に公表された。菱山本人もその記事を6月24日にTwitter上で紹介しているのだが、7月15日にTwitter上でColabo理事長ではないと訂正された。掲載紙の翌週に訂正が行われていることになっているが実際には紙面などでは訂正されておらずTwitter上でのみの公表である。

## 人物
- 「許すな！憲法改悪・市民連絡会」を中心に活動している[5]。「戦争させない・9条壊すな！総がかり行動実行委員会」でシュプレヒコールを先導するコーラーを務める。特に国会前の安保関連法案に反対するデモや集会でのコーラーの一人として、ネットなどで注目を集める[10]。
- イラク戦争反対運動で喉をつぶし、ボイストレーニングを受け、何度も喉をつぶしてハスキーな声になったという[5]。
- 社会民主党の八王子市議会議員・佐藤梓を応援している[11]。
- 手話が得意である[10]。大の酒好き、猫好きでもある[9]。
- アメリカ同時多発テロ事件の衝撃が自分を政治の世界に導いたと話している[12]。

## 出演
- デモクラシータイムス（YouTube、2023年11月4日）

## 著書
- 『嵐を呼ぶ少女とよばれて――市民運動という生きかた』 はるか書房、星雲社、2017年